# Amaralia oviraptor
La guitarrita o pez banyo (Amaralia oviraptor) es una especie que integra el género Amaralia de peces siluriformes de agua dulce de la familia Aspredinidae. Se encuentra en aguas tropicales y subtropicales del centro de América del Sur.

## Taxonomía
Esta especie fue descrita originalmente en el año 2016 por los ictiólogos John P. Friel y Tiago P. Carvalho.
Historia taxonómica
Tradicionalmente se consideró al género Amaralia (creado en el año 1954 por el zoólogo estadounidense Henry Weed Fowler) como monotípico, al estar formado por un único representante, Amaralia hypsiura, especie descrita por el ictiólogo danés Rudolf Kner en 1855, la cual posee una amplia distribución geográfica en la cuenca del Amazonas, si bien sus capturas siempre han sido numéricamente muy raras.  
Décadas después, se publicaron ejemplares de este género capturados en la cuenca del Plata, siendo adjudicados al taxón específico amazónico, lo cual fue repetido en obras posteriores.
Sin embargo, un especialista en la familia Aspredinidae, John P. Friel, concluyó que los representantes del género de ambas cuencas pertenecen a taxones específicos distintos, uno (el amazónico) ya perfectamente descrito, mientras que el otro (el del Plata) aún permanecía innominado. Para este último taxón, el mismo científico en el año 2000 recomendó que sea denominado con un nombre de trabajo, por lo cual propuso el de Amaralia ‘oviraptor’, hasta tanto no sea descrito formalmente, de acuerdo con los artículos 8 y 9 de la tercera edición del Código Internacional de Nomenclatura Zoológica (ICZN).
Finalmente, en el año 2016 procedió a su descripción y publicación formal.
Etimología
Etimológicamente el nombre genérico Amaralia es un epónimo que refiere al apellido de Dr. Afranio de Amaral rindiéndole honor.
El término específico oviraptor se construye con palabras en latín, en donde: ovi significa 'huevo' y raptor es 'rapaz', haciendo alusión a su costumbre trófica, la de predar sobre los huevos de otros peces.

## Distribución geográfica
Amaralia oviraptor es endémico de la cuenca del Plata, con distribución estimada en la Argentina, Bolivia, Brasil y el Paraguay. Solo cuenta con 5 localidades de captura; las mismas, junto a datos de los ejemplares de cada una, son las siguientes:
- Río Cuiabá (cuenca del río Alto Paraguay en Mato Grosso y Mato Grosso del Sur, Brasil);[6]

- Río San Javier (brazo derecho del río Paraná Medio, en Cayastá, provincia de Santa Fe, Argentina).[5]

Su longitud total fue de 56,5 mm. Fue colectado por Mauricio Rumboll el 15 de marzo de 1970. Se encuentra depositado en la Colección Ictiológica del Museo Argentino de Ciencias Naturales Bernardino Rivadavia (MACN) bajo el código de registro: MACN N°5888.
- Río Bajo Paraguay entre Pilar (departamento de Ñeembucú, Paraguay) y Puerto Fotheringham (provincia de Formosa, Argentina);[12]

Se trató de un único ejemplar, colectado por una draga que estaba operando en el lecho fluvial, en una zona con fondo de arena situada en las coordenadas: 26°51′S 58°19′O, en un punto ubicado en el medio del cauce del río Paraguay, donde allí en ese momento había aproximadamente 5 metros de profundidad (estaba el río en bajante). Fue colectado por Andrés O. Contreras en marzo de 2001. Su peso fue de 33,7 g; su longitud total fue de 134 mm, mientras que la longitud estándar fue de 112,5 mm. Se encuentra depositado en la Colección Ictiológica del Museo Argentino de Ciencias Naturales Bernardino Rivadavia (MACN) bajo el código de registro: MACN N°8306.
- Río Paraná Inferior (en el cauce principal), frente a la ciudad de San Nicolás (provincia de Buenos Aires, Argentina). Fueron dos los ejemplares capturados:[13]

CIMPS Nº 518
Espécimen de solo 10 mm de largo total, colectado por B. Giacosa y J. Liotta el 15 de marzo de 1993.
CIMPS N° 1041
Espécimen de 117 mm de largo total, colectado por José Torres el 14 de febrero de 2002.
- Arroyo La Azotea (paraje Tapera de Chano), dentro del parque nacional Predelta (departamento Diamante, provincia de Entre Ríos Argentina).[1]

## Hábitos
A pesar de tener una geonemia extensa, los ejemplares de este taxón son escasísimos en las colecciones de los museos. Posiblemente las contadas capturas están relacionadas con su pequeño tamaño, bajo número poblacional y especialmente a sus hábitos subrepticios, al vivir pasivamente en el cauce de los ríos, mayormente oculto, semienterrado en los fondos blandos. Otro hábito que coadyuva a que sea desapercibido es su costumbre de enroscar el pedúnculo caudal contra uno de los lados de su torso, haciendo así que la figura del cuerpo del pez pase a aparentar ser una piedra del lecho del río.
Si bien los integrantes de la familia Aspredinidae suelen alimentarse de detritus e invertebrados (como insectos terrestres y larvas de insectos acuáticos) no es el caso de este taxón, ya que en consonancia con la particularidad del género, parece tener una notable especialización en oofagia, según un estudio de J. Friel, en el cual examinó los contenidos estomacales de 23 especímenes (de los cuales 6 eran de Amaralia oviraptor); 16 tenían los estómagos vacíos y en los 7 restantes se encontraron masas de huevos de apariencia similar a las de los loricáridos.

## Características
Número de radios de las aletas
Ambos ejemplares argentinos mostraron caracteres numéricos idénticos en el recuento de radios de las aletas; pectoral: I-5, dorsal: I-2, anal: 5, pélvica: i-5, y caudal: 9.
Coloración
En el caso del ejemplar del bajo río Paraguay presentaba un patrón cromático general marrón uniforme en las aletas y cuerpo, aunque este era algo más claro en su faz ventral, mientras que el borde de aquellas exhibe una banda pardo-clara.
Verrugas
Posee abundantes verrugas en la piel que recubre el cuerpo y las aletas. Cada flanco es longitudinalmente recorrido por 3 hileras de verrugas más claras y grandes. En la faz ventral las verrugas son más achatadas, homogéneas y pequeñas.
Espinas
Muestra robustas espinas pectorales, aunque de extremo membranoso y sin cualidad punzante. La cara externa muestra pequeñas irregularidades, con escasos dentículos muy diminutos distribuidos irregularmente. El lado interno de la espina, en cambio, está recubierto con protuberancias y dientes irregulares con forma de gancho y de orientación antrorsa, los que varían en número según el tamaño o edad del ejemplar, ya que el de Santa Fe presentaba 8 mientras que en el de Formosa 13 dientes.
Largo máximo
El mayor ejemplar midió un largo total de 13,3 cm.

### Diferencias conAmaralia hypsiura
Amaralia oviraptor se diferencia de Amaralia hypsiura no solo porque ambas especies poseen distribuciones alopátricas, sino también por características morfológicas: tiene 3 radios en la aleta dorsal (2 en A. hypsiura); las placas nucales media y posterior no exhiben contacto lateral entre sí (en A. hypsiura las placas nucales media y posterior contactan entre sí lateralmente) y por un proceso cleithrum más largo: 17,4 al 19,5 %, lo que significa un promedio de 18,2 % (en A. hypsiura es de 14,0 al 17,2 %, con un promedio de 15,5 %).